# Donald Andrews
Donald Wilfrid Kao Andrews (* 1955) ist ein US-amerikanisch-kanadischer auf Ökonometrie spezialisierter Wirtschaftswissenschaftler.

## Leben
1977 schloss Donald Andrews sein Ökonometrie-Studium an der University of British Columbia in Vancouver mit einem Bachelor ab. Es folgte 1980 ein Master an der University of California, Berkeley. An dieser Uni erhielt er zwei Jahre später einen Ph. D. mit der Dissertation A Model for Robustness against Distributional Shape and Dependence over Time. Im selben Jahr wurde Andrews Dozent an der Yale University am Fachbereich für Wirtschaftswissenschaften. 1986 bis 1991 war er Mitherausgeber (Associate Editor) der Fachzeitschrift Econometric Theory. 1987 wurde Andrews an der Yale University zum außerordentlichen Professor und nahm ebenfalls 1987 eine Gastprofessur am California Institute of Technology wahr. Seit 1988 ist er Mitherausgeber der Zeitschrift Econometrica. Ab 1998 war er ordentlicher, ab 1998 bis 2005 William K. Lanman Jr. Professor der Yale University. 1991 wurde er Co-Editor von Econometric Theory und blieb dies bis 2003. Seit 2005 ist Donald Andrews dort T. C. Koopmans Professor.

## Auszeichnungen
- Sloan Research Fellow[1] (1985)
- Teacher of the Year des Wirtschaftsfachbereichs der Yale University (1996, 2000, 2006)
- Wahl in die American Academy of Arts and Sciences 2006